# Tignous
Pour les articles homonymes, voir Verlhac.
Bernard Verlhac, dit Tignous [tiɲus] (en occitan Tinhós), est un caricaturiste et dessinateur de presse français, né le 21 août 1957 à Paris et mort assassiné lors de l'attentat contre Charlie Hebdo le 7 janvier 2015, à Paris.

## Biographie
Tignous signifie « petite teigne » en occitan. Ce surnom aurait été choisi par sa grand-mère.
Tignous étudie le dessin à l'école de la rue Madame, puis à l'école Boulle avant de commencer à dessiner pour la presse écrite au milieu des années 1970, notamment dans le journal Antirouille destiné aux collégiens et étudiants,, après un détour par la bande dessinée. Puis il passe dans L'Idiot international de Jean-Edern Hallier (1990), avant de rejoindre La Grosse Bertha, et entre à L'Événement du jeudi (1987-1998). Il collabore à L'Humanité et à L'Humanité Dimanche (1990-2000). Il dessine pour de nombreuses autres revues et magazines dont les quelques titres suivants donnent l'étendue de ses domaines d'intervention : Antirouille, Charlie Mensuel (1982), Que Choisir ?, Phosphore, La Croix (1981-1995), L'Équipe Magazine, Lire, Alternative libertaire, Télérama, Science et Vie junior, Politis, Rouge, etc.
Par la suite, il devient l'un des collaborateurs de l'hebdomadaire satirique Charlie Hebdo, où il entre en 1992, de Marianne et de Fluide glacial. Il est également actif dans le milieu du jeu de rôle, réalisant notamment les illustrations de la première édition (celle de la NEF dirigée par Marc Laperlier) du jeu Rêve de dragon, de la première édition de MEGA, et plusieurs illustrations pour le magazine Casus Belli (dirigé par Didier Guiserix),.
Fin 2007, avec le journaliste politique et judiciaire Dominique Paganelli, il couvre le (premier) procès d'Yvan Colonna pour le journal Charlie Hebdo. Tous deux en tireront l'année suivante la bande dessinée Le Procès Colonna. L'ouvrage obtient le prix France Info de la bande dessinée d'actualité et de reportage 2009.

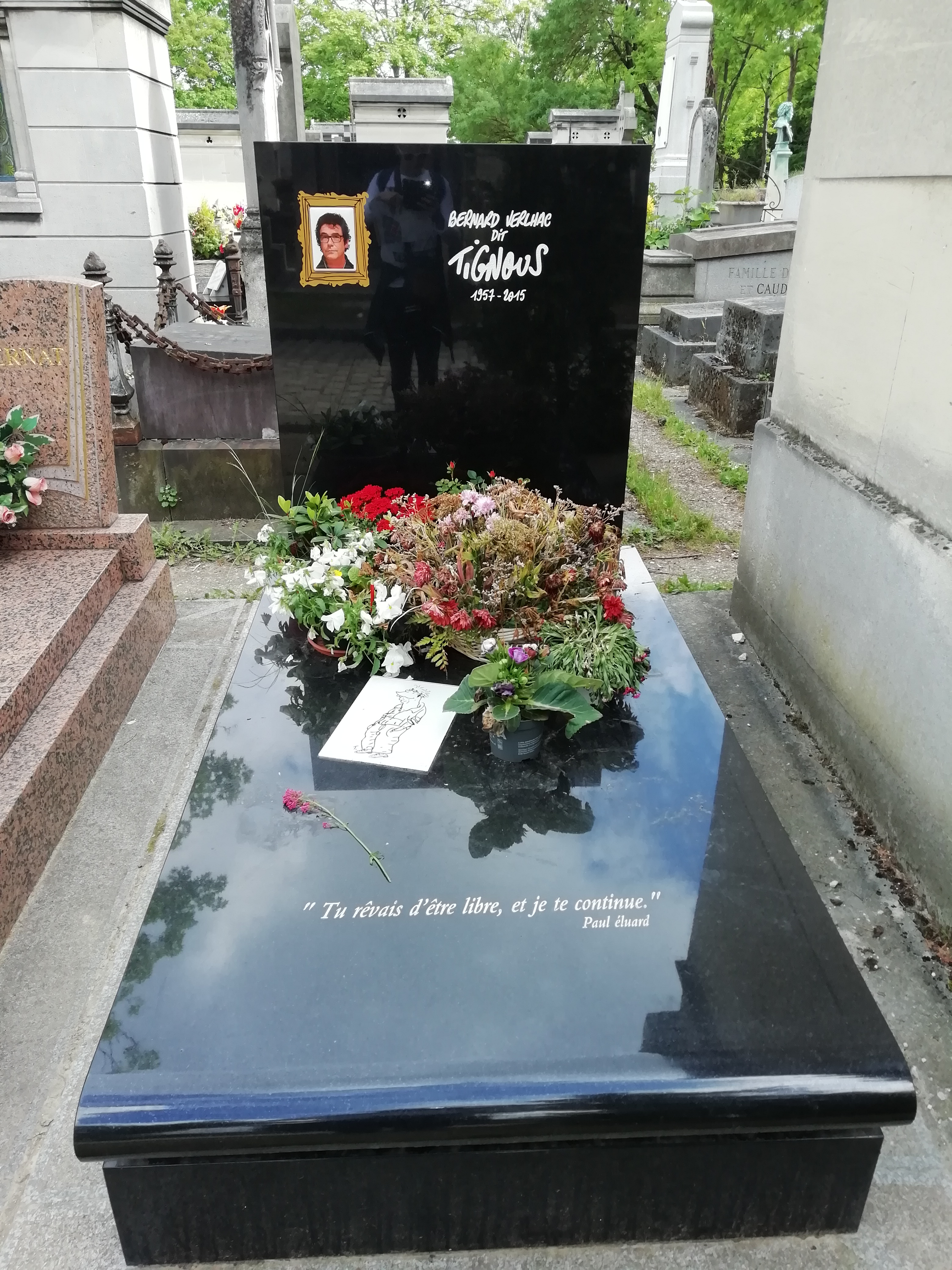
Tombe de Tignous au cimetière du Père-Lachaise (division 95).

Père de quatre enfants, il meurt le 7 janvier 2015, assassiné par des terroristes se réclamant d'« Al-Qaïda au Yémen », lors de l'attentat contre Charlie Hebdo à Paris.
Il est inhumé au cimetière du Père-Lachaise le 15 janvier 2015 (division 95). Auparavant, le trompettiste franco-libanais Ibrahim Maalouf a joué au cours de la cérémonie d'hommage qui lui était rendue dans la grande salle de la mairie de Montreuil. Puis ses amis caricaturistes survivants, notamment Khan et Corinne Rey ont recouvert son cercueil de dessins humoristiques au feutre afin que sa passion pour les caricatures le suive sous terre.
Par arrêté du 11 mai 2015, la mention « Victime du terrorisme » est inscrite sur son acte de décès. Il est décoré en 2015, du grade de chevalier de la Légion d'honneur à titre posthume.

## Hommages et postérité
- En 2016, Oscar Castro et le théâtre Aleph d'Ivry-sur-Seine créent Tignous, hasta siempre !, « une pièce “sans début et sans final”, remplie de “scènes de l'absurde”, qui veut s'“approcher des bandes dessinées qu'[il] nous a offertes dans sa vie” »[18],[19].
- En 2017, la ville de Montreuil crée un « prix Tignous » en hommage au dessinateur[20] et rebaptise « centre Tignous d'art contemporain » le lieu précédemment dénommé Le 116[21]

## Publications
- 1991 : On s'énerve pour un rien, éditions La Découverte
- 1993 : Pourquoi faire simple..., La Découverte
- 1999 : Tas de riches, éditions Denoël  (ISBN 9782207249864)
- 2000 : Tas de pauvres, éditions Denoël  (ISBN 9782207251089)
- 2006 : Le Sport dans le sang, éditions Emma Flore  (ISBN 295186535X)
- 2008 : C'est la faute à la société, collectif, éditions 12 bis
- 2008 : Le Procès Colonna, avec Dominique Paganelli[11], éditions 12 bis Prix France Info de la bande dessinée d'actualité et de reportage 2009[12]
- 2010 : Pandas dans la brume, éditions Glénat
- 2010 : Le Fric c'est capital, éditions 12 bis
- 2011 : Cinq ans sous Sarkozy, éditions 12 bis
- 2017 : Tignous pour tous, éditions Iconovox
- 2018 : Chirac, éditions du Chêne

### Autres

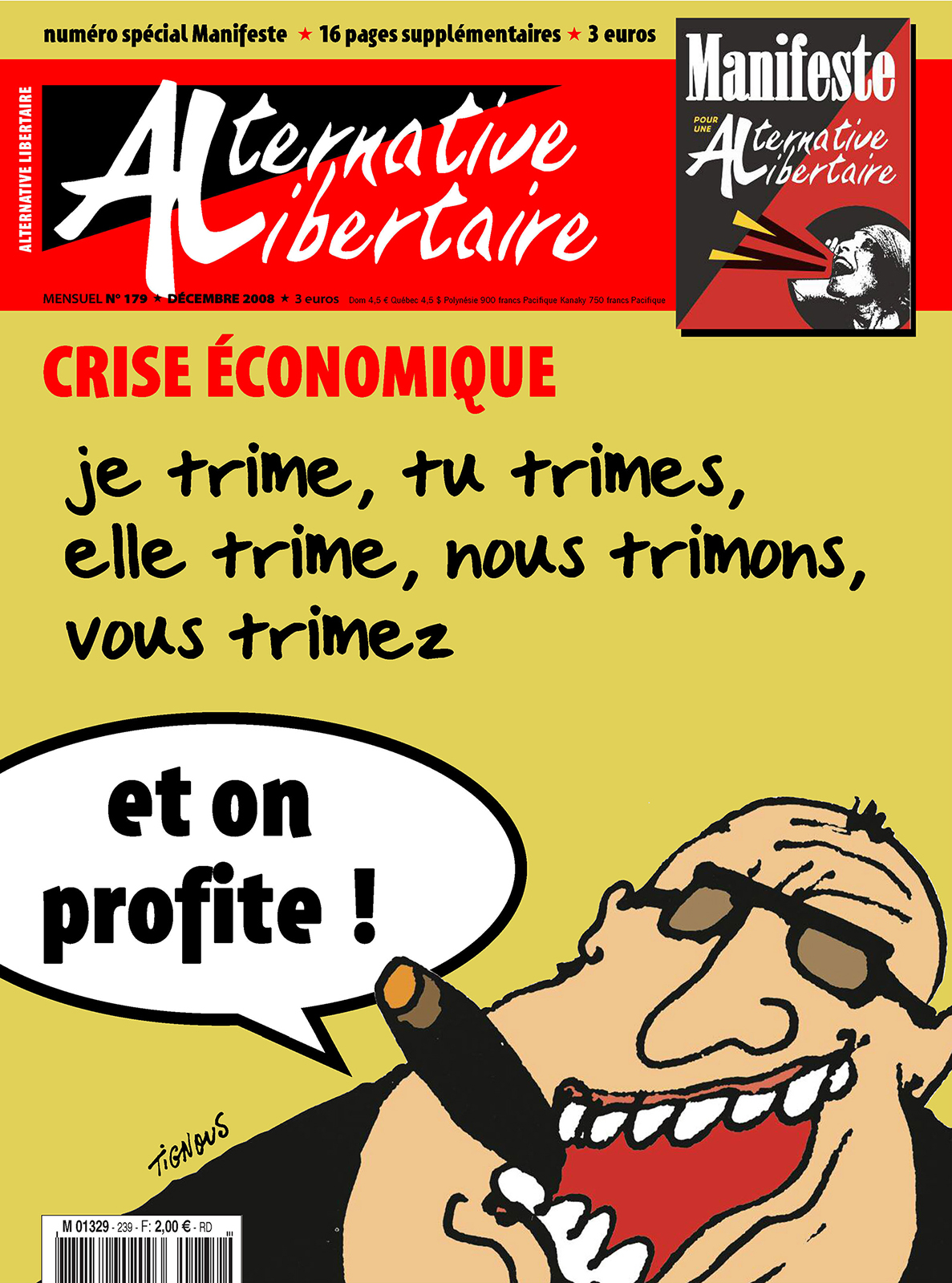
Caricature de Tignous en Une d'Alternative libertaire en 2008.

- janvier 1984 : illustration de la première édition du jeu de rôle MEGA dans le magazine Jeux et Stratégie ; illustration du scénario Le Trèfle noir pour Légendes chez Jeux Descartes[10]
- janvier 1985 : illustration du jeu de rôle Rêve de dragon aux Nouvelles Éditions fantastiques, y compris les scénarios Le Cidre de Narhuit, Au Bonheur des Zyglutes et Les Larmes d'Ashani[10]
- 2002 : dessins de Corvée de bois de Didier Daeninckx, éditions Liber Niger
- 2002 : illustration de Lettres d'insulte de Dieudonné, éditions Le Cherche midi
- 2006 : collectif, Mozart qu'on assassine, éditions Albin Michel, avec Charb, Riss, Luz, Catherine Meurisse et Jul
- Participation à : Marie Moinard et collectif, En chemin elle rencontre... : Les artistes se mobilisent pour l'égalité femme-homme, Vincennes/Paris, Des ronds dans l'O / Amnesty International, février 2013, 84 p. (ISBN 978-2-917237-46-5)
- 2015 : illustration du jeu de société coopératif Les Poilus, éditions Sweet November[22]
- 2016 : création de la série animée Pandas dans la brume, du même nom que la BD de l'auteur parue en 2010. Les épisodes ont commencé à être diffusées à l'occasion du premier anniversaire de sa mort.

### Expositions
- Tignous forever, Centre Tignous d'Art Contemporain, Montreuil (2022)[23]